# Folienversandbeutel

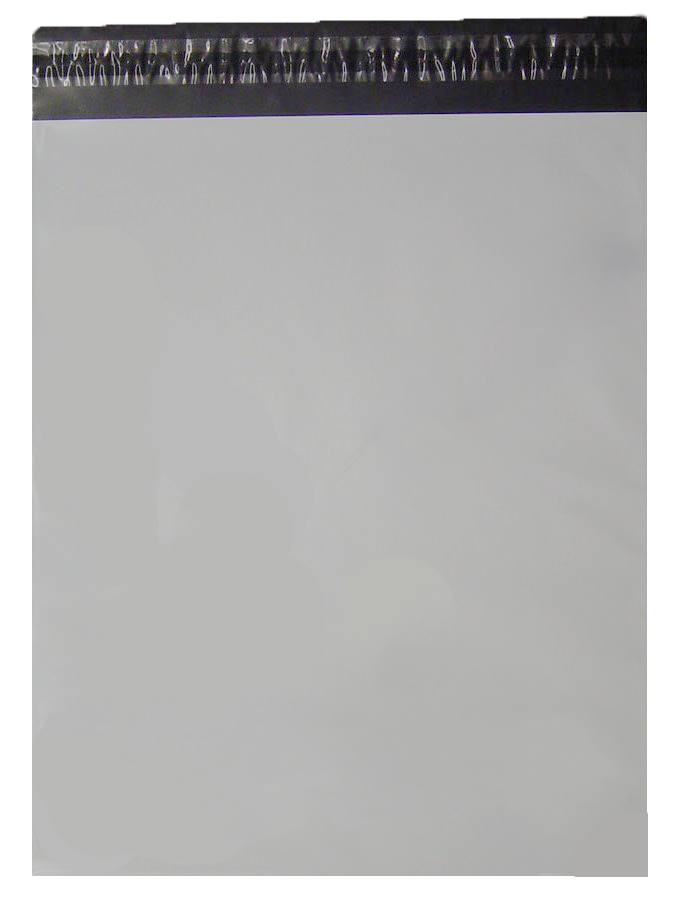
Folienversandbeutel in weiß mit einem Klebestreifen

Folienversandbeutel bezeichnet im deutschsprachigen Raum eine Plastiktüte mit Klebeverschluss. Der als Versandverpackung aus LPDE oder Coex-Folie hergestellte Folienversandbeutel besitzt einen abziehbaren Klebestreifen und wird häufig von Onlineshops für den Versand verwendet. Das besondere Merkmal eines Folienversandbeutels besteht in seinem versiegelten Verschluss. Alternativ gibt es den Versandbeutel aus sogenanntem Kraftpapier.

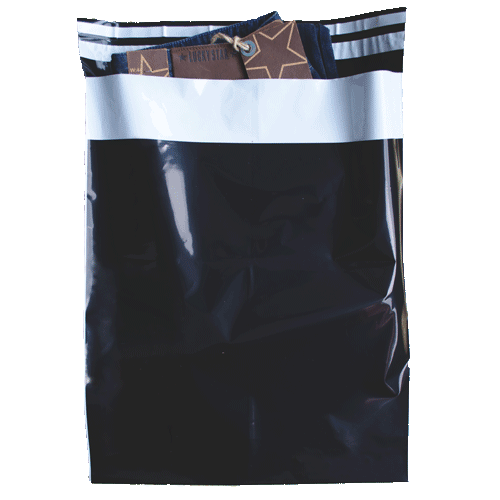
Schwarzer Folienversandbeutel mit 2 Klebestreifen und Perforation

## Die Zeit vor dem Folienversandbeutel
Der Folienversandbeutel ist eine Erfindung, die den E-Commerce (Handel) revolutioniert hat. Anfang des neuen Jahrtausends, während des Booms der Onlineshops, waren Versandkartons die gängige Lösung für das Versenden von Waren. So war es seit der Entstehung des Warenversandes durch Ernst Mey (1886) üblich, Waren in Kartons zu verschicken.

## Die Entstehung des Folienversandbeutels
Zwischen 1999 und 2015 ist der Umsatz des Onlinehandels in Deutschland von 1,1 Mrd. € auf 41,7 Mrd. € gestiegen. Mit dem Wachsen des Onlinehandels ist der Markt für Folienversandbeutel entstanden und die Nachfrage ist stetig gewachsen.

## Herstellung von Folienversandbeuteln
Folienversandbeutel werden aus LDPE, HDPE oder aus einer Mischform von beiden (Polyethylen oder Polypropylen) hergestellt. Polyethylen oder Polypropylen wird aus rohem Erdöl gewonnen. Folienversandbeutel können je nach Bedarf in verschiedenen Größen und Stärken produziert werden, als Maßeinheit für ihre Stärke wird der Wert Micron (µm) verwendet.

## Gebrauch im Onlinehandel
Folienversandbeutel, die auch als Flachbeutel gelten, sind auf Grund ihrer flachen Form für viele Online-Unternehmer platzsparender in ihrer Lagerung. Zudem können Folienversandbeutel auch mehrfarbig bedruckt werden und somit als Werbefläche dienen. Der Unterschied und die Vorteile der Folienversandbeutel im Gegensatz zu Versandkartons lassen sich mit der Effizienz und Schnelligkeit beim Verpacken und in deren platzsparenden Lagervorteilen bemessen. Außerdem wird dadurch, dass die Beutel je nach Füllung durch einen Briefschlitz passen können, oft die Zustellung vereinfacht. Zudem unterscheidet sich ein Folienversandbeutel im Vergleich zu Versandkartons darin, dass er einen Selbstklebeverschluss besitzt.

## Weiterentwicklung der Folienversandbeutel
Adhäsionsbeutel mit einem Adhäsionsverschluss sind eine Weiterentwicklung der Standard-Folienversandbeutel. Sie können mehrfach geöffnet und verschlossen werden. Adhäsionsbeutel haben den Vorteil, dass sie als Retouren-Beutel verwendet werden können.